# Het complete hitalbum
Het complete hitalbum is een dubbelelpee van The Cats uit 1984. Het verzamelwerk stond 23 weken in de Album Top 100 en bereikte nummer 7 als hoogste positie. De dubbelelpee werd uitgebracht in de actieve periode van The Cats, toen ze voor de derde keer weer bij elkaar waren.

## Nummers
| Nummer | Naam                                                 | Geschreven door                              | Duur | Opmerkingen |
| ------ | ---------------------------------------------------- | -------------------------------------------- | ---- | ----------- |
| A1     | Lea                                                  | Arnold Mühren                                | 3:50 |             |
| A2     | Sure he's a cat                                      | Roger Greenaway en Roger Cook                | 2:37 |             |
| A3     | Why                                                  | Arnold Mühren                                | 4:06 |             |
| A4     | Turn around and start again                          | Roger Greenaway en Roger Cook                | 3:04 |             |
| A5     | What's the world coming to                           | Roger Greenaway en Roger Cook                | 3:34 |             |
| A6     | Times were when                                      | Neil Grimshaw                                | 3:19 |             |
| A7     | Vive l'amour                                         | Mark Barkan en Vic Millrose                  | 2:08 |             |
| A8     | What a crazy life                                    | Roger Greenaway en Roger Cook                | 2:39 |             |
| B1     | Let's dance                                          | Piet Veerman                                 | 3:31 |             |
| B2     | Vaya con Dios                                        | Larry Russell, Inez James en Buddy Pepper    | 3:35 |             |
| B3     | Marian                                               | Arnold Mühren                                | 4:08 |             |
| B4     | There has been a time                                | Arnold Mühren                                | 3:40 |             |
| B5     | Where have I been wrong                              | Piet Veerman                                 | 5:21 |             |
| B6     | Scarlet ribbons                                      | Evelyn Danzig en Jack Segal                  | 3:22 |             |
| B7     | Magical mystery morning                              | Arnold Mühren                                | 2:42 |             |
| B8     | Don't waste my time                                  | Cees Veerman                                 | 2:38 |             |
| C1     | One way wind                                         | Arnold Mühren                                | 3:46 |             |
| C2     | Rock 'n' roll (I gave you the best years of my life) | Kevin Johnson                                | 4:59 |             |
| C3     | Maribaja                                             | Arnold Mühren                                | 3:12 |             |
| C4     | Come Sunday                                          | Lane Caudell en Harry Lloyd                  | 2:37 |             |
| C5     | Let's go together                                    | Piet Veerman en Jaap Schilder                | 3:50 |             |
| C6     | Like a Spanish song                                  | Larry Murray                                 | 3:01 |             |
| C7     | Be my day                                            | Larry Murray                                 | 3:01 |             |
| C8     | Hard to be friends                                   | Larry Murray                                 | 3:36 |             |
| D1     | Stay in my life                                      | Piet Veerman en Marnec                       | 3:56 |             |
| D2     | We should be together                                | Allen Reynolds                               | 3:21 |             |
| D3     | Love is a golden ring                                | Frank Miller, Richard Dehr en Terry Gilkyson | 2:50 |             |
| D4     | La diligence                                         | Jos Cleber, Arnold Mühren en Piet Veerman    | 3:30 |             |
| D5     | Cindy                                                | Peter Reber en Rolf Zuckowski                | 3:54 |             |
| D6     | Save the last dance for me                           | Doc Pomus en Mort Shuman                     | 3:09 |             |
| D7     | Lovers don't talk                                    | Fred Bekky en Tony Kolenberg                 | 3:39 |             |
| D8     | The end of the show                                  | Cees Veerman                                 | 4:34 |             |